# Jules Dassin
Jules Dassin   (Middletown, 18 de desembre de 1911 - Atenes, 31 de març de 2008) fou un director de cinema, actor i guionista estatunidenc.

## Biografia
Jules Dassin va ser un dels vuit fills d'un barber rus immigrant, Samuel Dassin i de Berthe Vogel. Va néixer a Middletown, però va créixer al barri de Harlem de Nova York. Va estudiar a l'institut Morris del Bronx. Es va adherir al Partit Comunista durant els anys 30. Dassin, però, abandonà la militància després del pacte de no-agressió entre Alemanya i la Unió Soviètica a l'estiu del 1939.
L'any 1933 s'havia casat amb la virtuosa del violí, l'hongaresa Béatrice Launer. Varen tenir tres fills: el cantant i compositor Joe Dassin, 1938, el músic Richelle Dassin, 1940 i l'actriu Julie Dassin. Durant els anys que durà la caça de bruixes del senador Joseph McCarthy, Dassin i la seva família es van haver d'exiliar a Europa; instal·lant-se a França.
El maig de 1954 va conèixer a l'actriu Melina Merkuri al Festival de Cannes. Aquest encontre vingué just després que Dassin descobrís l'obra literària de Nikos Kazantzakis. Els dos encontres el van lligar definitivament a Grècia. De fet en el moment de la seva mort, l'any 2008, Dassin ostentava la ciutadania grega d'honor. Poc després de conèixer Merkuri inicià una relació sentimental amb ella. L'actriu es convertiria en la seva musa. Dassin es divorcià de la seva primera esposa l'any 1962 i es casà amb Merkuri el 1966. El matrimoni durà fins a la mort de Merkuri l'any 1994. Dassin va haver de marxar de Grècia durant la dictadura de la Junta dels Coronels, perquè en va ser un ferm opositor juntament amb la seva esposa Melina Merkuri. El 1974 un cop reinstaurada la democràcia a Grècia, la parella va tornar al país.

## Carrera cinematogràfica
Durant la meitat de la dècada del 1930, Dassin estudià Art Dramàtic a Europa. De tornada a Nova York s'uní a la companyia de Teatre Yiddish. Aquí exercí tasques diverses com a actor i director d'escena, feines que li servirien d'aprenentatge per la seva posterior carrera al cinema.
Es considera que Jules Dassin té tres fases en la seva carrera cinematogràfica: una primera d'aprenentatge com a actor i assistent en pel·lícules de sèrie B a Hollywood; una segona a França on es comença seu segell personal i una tercera a Grècia on ja Dassin té un estil propi, madur i definit.

## Primers anys a Hollywood
Dassin arribà al cinema mitjançant la direcció en escena teatral. Va ser contractat pels estudis de la RKO, l'any 1940 després d'haver muntat una peça teatral a Nova York. En aquests estudis de cinema treballà com assistents d'Alfred Hitchcock. Les tècniques de realització del director britànic el van impressionar molt. Com que no tenia un contracte d'exclusivitat amb la RKO, Dassin realitzà un curtmetratge pels estudis de la MGM. En un principi el curtmetratge no tenia la simpatia dels estudis. La filmació es titulava El cor revelador, inspirat en un text d'Edgar Allan Poe. Sorpresivament, el curtmetratge va tenir un notable èxit de públic i crítica. Dassin jutjà molts anys més tard aquest primer treball com molt avantguardista i, sobretot, molt dolent. D'aquesta etapa a Hollywood, Dassin considerà el seu segon treball, un llargmetratge de baix pressupost titulat The affairs of Martha, la seva millor pel·lícula d'aquella època.
Als estudis de la MGM, Dassin feu treballs d'encàrrec, com la pel·lícula "Cita a França" amb John Wayne i Joan Crawford; El fantasma de Canterville1944 amb Charles Laughton i d'altres obres menors. Més tard entrà als estudis Universal on rodà dues pel·lícules: "La força bruta", 1947 amb Burt Lancaster i "La ciutat nua" 1948 amb Barry Fitzgerald. La seva estança en aquest estudi va acabar abruptament i va ser un dels episodis més amargs en la vida de Jules Dassin. El film amb Lancaster, "La força bruta" va ser titllat de massa violent, i "La ciutat nua" no va tenir el vistiplau dels directius de l'estudi. Ambdues pel·lícules van ser censurades i tornades a muntar a gust de l'estudi. Això va ser molt ofensiu per Dassin, que segons les seves pròpies paraules, es va sentir traït per la Universal i marxà dels estudis. Per poder continuar treballant, s'uní als estudis de la 20th Century Fox, on realitzà "Mercat de lladres", el 1949 i "Nit a la ciutat" 1950 amb Richard Widmark i Gene Tierney. El guió de "Mercat de lladres" estava firmat per A.I. Bezzedires, un autor molt compromès amb la política d'esquerra.
Per causa del seu passat com a militant al Partit Comunista i les seves amistats i col·laboracions artístiques amb intel·lectual compromesos amb el comunisme, Jules Dassin va ser denunciat al Comitè d'Activitats Antiamericanes, liderada pel senador Joseph McCarthy. El denunciant va ser Edward Dmytryk. Inscrit a la famosa Llista Negra, Dassin no té més remei que exiliar-se a Europa amb tota la seva família. La seva primera parada va ser Londres on filmà per a FOX una última pel·lícula, la ja citada "Nit a la ciutat". L'encàrrec d'aquesta pel·lícula li havia donat Darryl F. Zanuck just abans que Dassin fos convocat a declarar, cosa que no va fer. Aleshores es va anunciar que per l'exili de Dassin les seves pel·lícules europees mai serien distribuïdes als Estats Units. La carrera de Dassin s'atura durant cinc anys.
En aquest moment crític es traslladà a França on visqué el segon punt d'inflexió de la seva trajectòria professional. Durant aquest període d'inactivitat forçada, Dassin descobrí la literatura grega contemporània i molt especialment a l'escriptor Nikos Kazantzakis. La seva admiració per Grècia i la seva cultura feu niu en ell.

## Carrera a França
Fins al 1955 no pogué tornar a rodar. La pel·lícula es titulà: "Rififi" i va ser produïda per Pathé Films. El film, un clàssic instantani de cine negre va tenir molt de ressò a Europa i la carrera de Dassin cobrà un nou impuls. Crucial per ell va ser conèixer l'any 1957 a l'actriu grega Melina Merkuri, que protagonitzaria les seves següents pel·lícules, convertida en la seva musa. La coincidència que la seva companya sentimental fos grega i la creixent admiració per Grècia com a país el feu donar el tercer pas inflexiu a la seva carrera.

## Carrera a Grècia i en endavant
Revifada la seva carrera, rodà Qui ha de morir (1958), primera col·laboració amb Melina Merkuri. El guió estava basat en la novel·la de Nikos Kazantzakis El Crist de nou crucificat. A la pel·lícula també hi participava el seu fill gran Joe Dassin.
Retornà breument a Londres on col·laborà amb Joseph Losey a La Llei l'any 1959.
El 1960 filmà a Grècia Mai en diumenge. També n'escrigué el guió. Va ser un gran èxit de públic i crítica internacional. La pel·lícula explica la història d'un home anomenat Homer Thrace, interpretat pel mateix Dassin, que està enamorat de la cultura hel·lenística. Per més paral·lelisme entre personatge i director, Homer Thrace és nascut a Middletown, Connecticut. En Homer intenta fer anar pel bon camí una prostituta interpretada per Melina Merkuri, Ilya, que mai exerceix la seva professió en diumenge, ja que és devota ortodoxa. La barreja entre una Grècia moderna, dins un port del Pireu en un moment de canvi, el folklore i la idiosincràsia pròpia dels grecs va fer que el film fos un èxit. Merkuri guanyà el Premi a la interpretació femenina del Festival de Canes de 1960 i la cèlebre música de Manos Hadjidakis, sobretot la cançó "Els nens del Pireu", s'emportà l'Oscar a la millor banda sonora. Alhora, Dassin també va ser candidat a l'Oscar al millor director i al millor guió.
Up Tight, rodada l'any 1968, és una revisitació del clàssic de John Ford El delator (1935). Aquesta pel·lícula va ser la primera que pogué filmar als Estats Units després d'haver d'exiliar-se.
La seva versió del mite de Fedra, Fedra del 1962, portava la tragèdia a la Grècia contemporània, en una família de rics armadors. The Rehearsal (I Dokimi), protagonitzada per Laurence Olivier l'any 1972, narrava la història de la revolta dels estudiants de la Universitat Politècnica d'Atenes durant la caiguda de la Junta del Coronels, el 17 de novembre de 1973. El film, rodat encara en temps de dictadura i per tant, filmat fora de territori grec, no va poder ser distribuït a Grècia. La pel·lícula era una denúncia a la dictadura grega i estava pensada perquè fos distribuïda al mercat internacional per conscienciar a la gent de la difícil situació de Grècia sota la dictadura.
Crits de passió, del 1978, és una reflexió sobre la mitologia grega, la Grècia contemporània i la posada en escena d'una obra de teatre. Una actriu, Melina Merkuri, que ha d'interpretar el difícil paper de la matricida Medea, visita un nord-americà empresonat que, per venjar el seu honor, ha matat els seus tres fills.
La seva última pel·lícula va ser Cercle de dos, 1980. Interpretada per Richard Burton i Tatum O'Neal, explica la història d'amor platònic i admiració mútua entre un madur pintor a qui la seva musa abandonà fa deu anys i una jove estudiant. El cercle familiar i amical de tots dos s'oposen a la relació que només ells dos entenen.
Durant els anys 60, Dassin tornà a treballar al teatre. Ja podia trepitjar sense problemes el territori estatunidenc, i va adaptar la història de Mai en diumenge per a Broadway. L'obra fou rebatejada com Ilya Darling i fou representada amb molt d'èxit l'any 1967. La protagonitzà Melina Merkuri. Ja molt al final de la seva carrera i de la seva vida, muntà a Atenes L'òpera dels tres rals de Bertolt Brecht.

## Filiació política
Jules Dassin i Melina Merkuri estavan políticament lligats a l'esquerra, van fugir de Grècia durant la dictadura de la Junta dels Coronels (1967-1974). Es van refugiar a París. Des de l'exili, la parella feu força contra la dictadura feixista. Dassin i Merkuri van poder tornar un cop caigut el règim militar i es van instal·lar ja definitivament a Grècia. Anys després la seva esposa va ser nomenada Ministra de Cultura. Merkuri lluità perquè els marbres del Partenó espoliats pels britànics i que són exposats en el Museu Britànic, foren retornats a Grècia. Jules Dassin li donà suport activament en aquest propòsit. Merkuri morí l'any 1994 sense veure complet aquest somni. Jules Dassin, a la mort de la seva esposa es convertí en el president de la Fundació Melina Merkuri, que treballa perquè tots els tresors arqueològics espoliats de Grècia els siguin retornats. Dassin ostentà aquest càrrec fins a la seva mort l'any 2008.

## Filmografia
- Cercle de dos, 1980
- Crits de passió, 1978
- The Rehearsal (I Dokimini), 1974
- Promesa a l'alba, 1970
- Up Tight, 1968
- Les 10:30 d'una nit d'estiu, 1966
- Topkapi, 1964
- Fedra, 1962
- Mai en diumenge, 1960
- La llei, 1959
- Qui ha de morir, 1957
- Rififi, 1955
- Nit a la ciutat, 1950
- Mercat de lladres, 1949
- La ciutat nua, 1948
- Força bruta (Entre reixes), 1947
- Two smart people, 1946
- Carta per l'Evie, 1946
- El fantasma de Canterville, 1944
- Young ideas, 1943
- Agent nazi, 1942
- The affairs of Martha, 1942
- Cita a França, 1942

### Filmografia com a actor
- The Rehearsal (I Dokimi), 1974, figurant.
- Promesa a l'alba, 1970, Ivan Mosjukine.
- Topkapi, 1964, sense acreditar, policia turc
- Fedra, 1962, sense acreditar, Christo.
- Mai en diumenge, 1960, Homer Thrace.
- Rififi, 1955, com Perlo Vita, Cèsar el milanés.